# Carboxianilina
Carboxianilina (ácido o-aminobenzóico), também chamada de Vitamina L, é uma vitamina essencial para a formação dos leucócitos(glóbulos brancos). Ela é encontrada em carnes e alguns vegetais. A falta no organismo pode causar deficiência na duplicação celular e no crescimento humano.